# Gummark
Gummark är en småort i Skellefteå kommun belägen i Skellefteå socken norr om Gummarksträsket cirka 15 km sydväst om Skellefteå.

## Historia
Från mitten av 1200-talet, det vill säga under medeltiden, fanns en bofast befolkning i byn. Förledet i byns namn, förmodligen det förkristna mansnamnet Gudmund, tyder på detta liksom även fynd. Dock finns också fynd som indikerar att folk vistats i området redan för 4000-5000 år sedan, det vill säga redan under stenåldern.

## Samhället
Gummark har en varierande och kuperad terräng. Här finns hus vid skogsbryn, på raka slätter och på sandhed. Det finns hus i varierande storlek och former både gamla och nya. Gummark är en inflyttningsby och på senare tid har ett 20-tal nybyggda villor uppförts. Byn har en egen skola och eget familjekooperativ, ett antal småföretagare, ett bönhus samt en ridskola. På somrarna anordnas sommarcafé i den lokala byaföreningsgården. I anslutning till denna finns ett museum tillägnat konstnären Karl-Bertil Stenmark som levde och verkade i Gummark. I byn finns även en rekonstruktion av spånhyvel och skvaltkvarn samt smedja, med anor från 17-1800-talet.